# 松本晃
松本 晃（まつもと あきら、1985年4月4日 - ）は、大阪府大阪市出身の元社会人野球選手（外野手）、元コーチ。

## 経歴
大阪市西淀川区出身。
大阪市立姫島小学校、大阪市立西淀中学校時代は淀川シニアに所属。PL学園高等学校では小窪哲也、漫画家のなきぼくろと同期。3年時に第85回全国高等学校野球選手権大会に出場している。
横浜商科大学に進学し、神奈川大学野球リーグでは1年秋に首位打者を獲得、2年春から4番に座り、4年春は打点王。ベストナイン3回。
2008年にJR東日本入社。初年度からスタメンに名を連ねたが、3年目の2010年には不振で打順降格も経験した。2011年は復調して4番に定着。東日本大震災の影響から10月開催となった第82回都市対抗野球大会（京セラドーム大阪）では全5試合で4番を打った。特に決勝戦（対NTT東日本戦）では同点本塁打と延長でのサヨナラ二塁打を放ち、チーム全打点となる2打点をマークした。この活躍を評価されて橋戸賞（最優秀選手賞）を獲得した。
2012年も堅調な活躍を見せ、同年の社会人ベストナインを獲得、アジア選手権にも日本代表として出場した。2013年の第84回都市対抗野球大会では決勝までの5試合で4本塁打を放ち、2002年に同大会で使用されるバットが木製に回帰して以来の大会最多タイ記録をマークした（シダックスのオレステス・キンデラン以来の記録）。
2018年限りで現役を引退。引退後はJR東日本のコーチを務めている。
2021年限りでコーチを退任し、社業に専念することが公表された。
現役引退後の2022年12月時点では、JR東日本首都圏本部管轄の常磐線・松戸駅で駅業務に従事していることが、JR東日本の常磐線公式ツイッターで明かされている。

## 詳細情報

### 表彰
- 第82回都市対抗野球大会橋戸賞（2011年）
- 第84回都市対抗野球大会打撃賞、大会優秀選手（2013年）
- 第38回社会人野球日本選手権大会打撃賞、大会優秀選手（2012年）
- 社会人ベストナイン外野手（2012年）
- 社会人ベストナイン外野手（2013年）

### 代表歴
- 第26回アジア野球選手権大会日本代表（2012年）
- 第6回東アジア競技大会野球日本代表（2013年）
- 第17回アジア競技大会野球日本代表（2014年）

## 参考資料
- グランドスラム38号（2011年）・39号（2012年）